# Hato Mayor (província)
Hato Mayor é uma província da República Dominicana. Sua capital é a cidade de Hato Mayor del Rey.